# Liste de microbrasseries au Québec

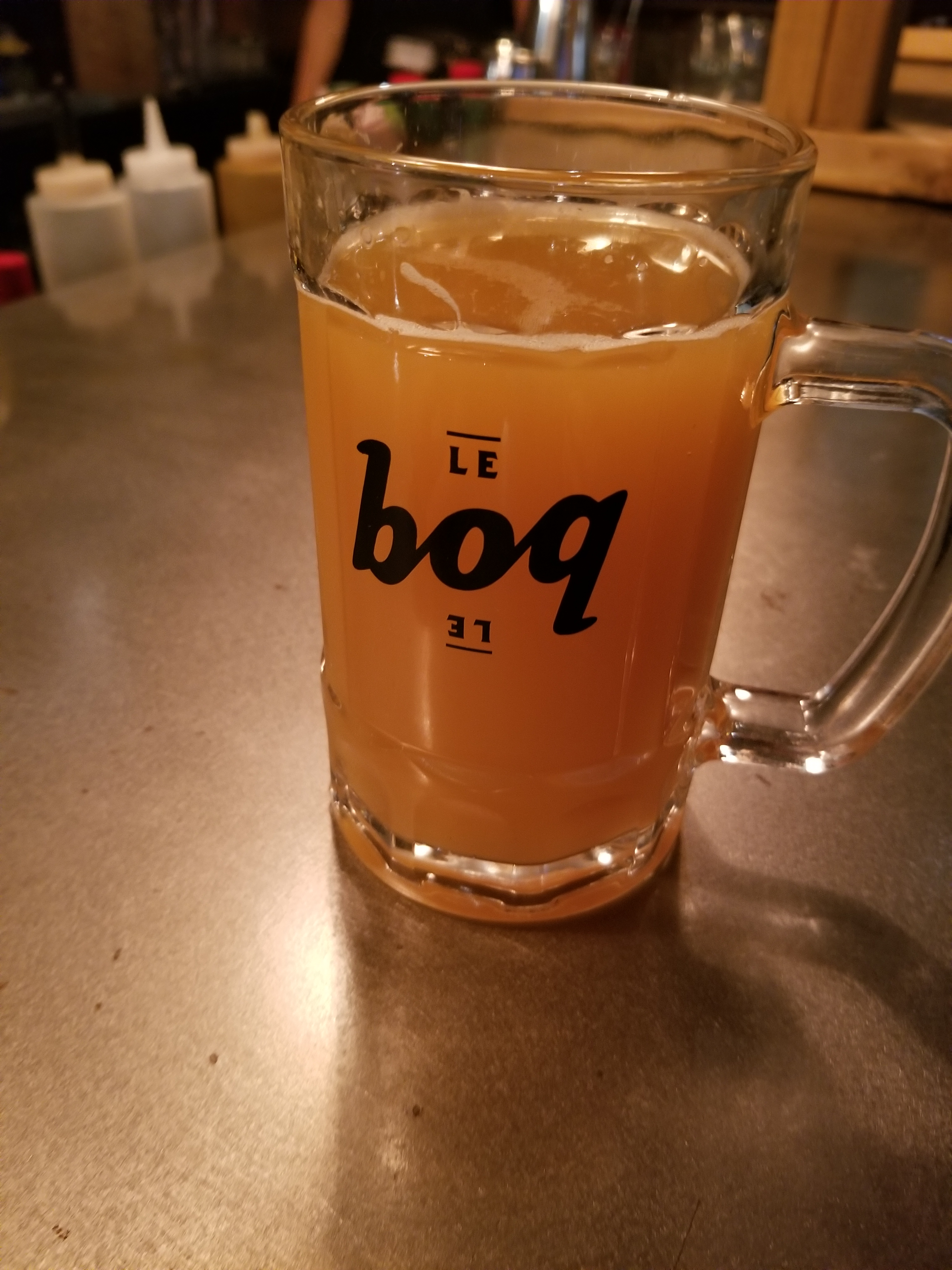
Bière de la microbrasserie sherbrookoise le Boquébière

Ceci est une liste de microbrasseries, brasseries artisanales ou bistrot-brasseries québécoises classés par région administrative du Québec, au Canada. Depuis 2016, le Québec compte plus de 150 microbrasseries, bistrot-brasseries ou brasseries artisanales produisant quelque 3348 bières. La part des ventes des microbrasseries aux bars, bistrot-brasseries et restaurants est passée de 8,7 % à 17,3 % en moins de 10 ans. Seule la région administrative Nord-du-Québec ne possède pas encore de microbrasseries.
Depuis, la fondation des entreprises brassicoles dans la province de Québec n'a pas cessé d'augmenter. Le cap des 300 permis de brassage au Québec a été franchi en avril 2022. À date de juin 2023, le nombre total est de 331 entreprises, soit 95 produisant de la bière de façon artisanale, soit 236 de façon industriel.

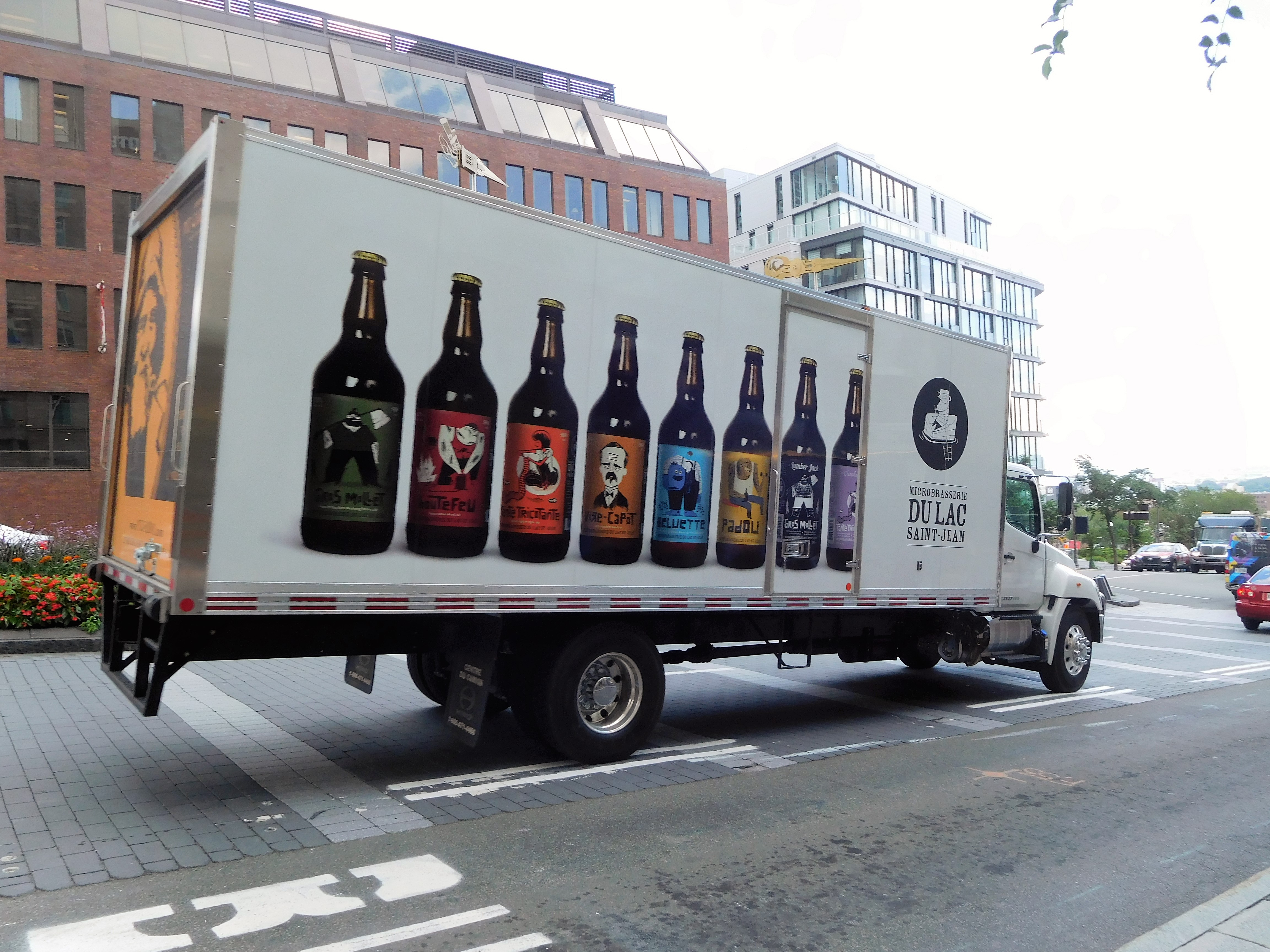
Camion de la microbrasserie du Lac Saint-Jean

## Évolution du nombre de microbrasseries au Québec

### Classement par type de permis

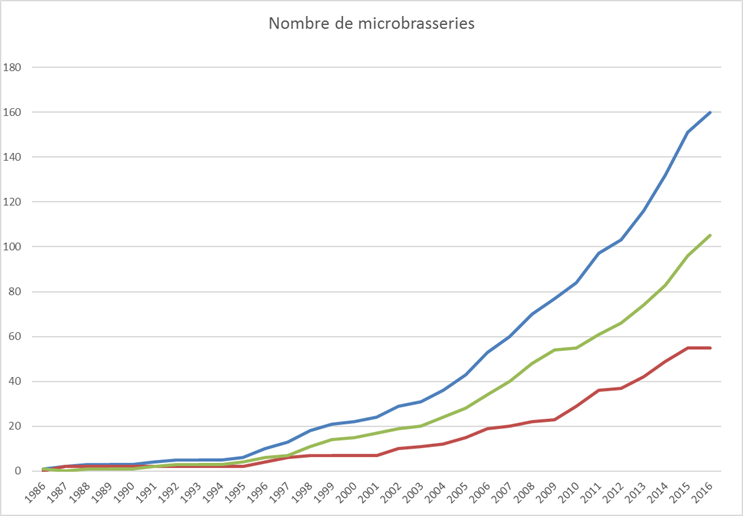
Nombre total de microbrasseries au Québec.
Utilisant un permis de brasseurs industriels (incluant les 9 membres de MaBrasserie)
Utilisant un permis d’artisans brasseurs

Le nombre de permis d'artisans brasseurs et de brasseurs industriels est au nombre de 332 à la mi-mai 2016. De ce nombre, nous retrouvons 97permis d'artisans brasseurs et 235 permis de brasseurs industriels, incluant les trois grands brasseurs: Labatt, Molson et Sleeman/Unibroue ainsi que deux microbrasseries fermées: Maskoutains et Tchequébec. De ce nombre, 77 sont membres de l'association des microbrasseries du Québec.
Entre 2005 et 2015, le nombre de microbrasseries au Québec a augmenté de 345 %. De 2018 à 2023, ce nombre a encore doublé.
La coopérative de solidarité brassicole MaBrasserie est fondée en 2015 dans une ancienne tannerie du quartier Rosemont à Montréal. La coop regroupe 5 microbrasseries, des membres travailleurs et différents partenaires. Les brasseries Isle de Garde et Broue Pub Brouhaha y ont notamment brassé plusieurs bières.
En 2023, les microbrasseries sont présentes dans 164 villes au Québec. Les régions avec la plus grande concentration d'entreprises brassicoles au Québec sont dans la Capitale Nationale avec 38, à Montréal avec 52 et en Montérégie avec 61 entreprises.

L'Association de microbrasseries du Québec (AMBQ) constat 37 nouvelles entreprises dans le stade de démarrage en 2023.

### Densité du nombre de microbrasseries
| Région Administrative         | Population (2020) | Microbrasseries | Habitants par microbrasserie |
| ----------------------------- | ----------------- | --------------- | ---------------------------- |
| Bas-Saint-Laurent             | 197 987           | 13              | 15 230                       |
| Saguenay–Lac-Saint-Jean       | 278 971           | 18              | 15 498                       |
| Capitale-Nationale            | 757 065           | 34              | 22 267                       |
| Mauricie                      | 274 013           | 16              | 17 126                       |
| Estrie                        | 333 704           | 30              | 11 123                       |
| Montréal                      | 2 069 849         | 40              | 51 746                       |
| Outaouais                     | 401 388           | 9               | 44 599                       |
| Abitibi-Témiscamingue         | 147 897           | 3               | 49 299                       |
| Côte-Nord                     | 90 529            | 6               | 15 088                       |
| Nord-du-Québec                | 46 178            | 1               | 46 178                       |
| Gaspésie–Îles-de-la-Madeleine | 90 697            | 8               | 11 337                       |
| Chaudière-Appalaches          | 432 782           | 16              | 27 049                       |
| Laval                         | 442 648           | 3               | 147 549                      |
| Lanaudière                    | 524 368           | 17              | 30 845                       |
| Laurentides                   | 631 592           | 26              | 24 292                       |
| Montérégie                    | 1 603 232         | 48              | 33 401                       |
| Centre-du-Québec              | 251 671           | 8               | 31 459                       |

## Classement par régions administratives

### Abitibi-Témiscamingue
| Nom            | Fondation | Ville         | Type de permis | Numéro de permis | Note                |
| -------------- | --------- | ------------- | -------------- | ---------------- | ------------------- |
| Le Trèfle Noir | 2009      | Rouyn-Noranda | Industriel     | BR081            |                     |
| Le Prospecteur | 2014      | Val-d'Or      | Industriel     | BR099            |                     |
| Barbe Broue    | 2015      | Ville-Marie   | Bar            | —                | Ancien permis AB078 |
| Barbe Broue    | 2018      | Nédélec       | Industriel     | BR175            |                     |

### Bas-Saint-Laurent
| Nom                          | Fondation | Ville                     | Type de permis | Numéro de permis | Note |
| ---------------------------- | --------- | ------------------------- | -------------- | ---------------- | ---- |
| Le Bien, le Malt             | 2008      | Rimouski                  | Industriel     | BR102            |      |
| La Fabrique                  | 2010      | Matane                    | Industriel     | BR146            |      |
| La Captive                   | 2010      | Amqui                     | Artisanal      | AB048            |      |
| Aux Fous Brassant            | 2012      | Rivière-du-Loup           | Industriel     | BR082            |      |
| Tête d'Allumette             | 2013      | Saint-André-de-Kamouraska | Industriel     | BR097            |      |
| Le Secret des Dieux          | 2016      | Pohénégamook              | Industriel     | BR122            |      |
| Le Caveau des Trois-Pistoles | 2017      | Trois-Pistoles            | Industriel     | BR145            |      |
| L’Octant                     | 2018      | Rimouski                  | Industriel     | BR162            |      |
| Le Ketch                     | 2018      | Sainte-Flavie             | Artisanal      | AB100            |      |
| Ras L'Bock                   | 2019      | La Pocatière              | Industriel     | BR196            |      |
| La Baleine Endiablée         | 2019      | Rivière-Ouelle            | Industriel     | BR231            |      |

### Capitale-Nationale
| Nom                                              | Fondation | Ville                             | Type de permis | Numéro de permis | Note                     |
| ------------------------------------------------ | --------- | --------------------------------- | -------------- | ---------------- | ------------------------ |
| L'Inox                                           | 1987      | Québec                            | Artisanal      | AB002            |                          |
| La Barberie                                      | 1997      | Québec                            | Industriel     | BR025            |                          |
| Microbrasserie Charlevoix                        | 1998      | Baie-Saint-Paul                   | Industriel     | BR030            | Le Saint Pub             |
| Microbrasserie de l'Île d'Orléans / Pub le Mitan | 2005      | Sainte-Famille-de-l'Île-d'Orléans | Industriel     | BR051            |                          |
| Archibald                                        | 2005      | Lac-Beauport                      | Industriel     | BR046            |                          |
| Microbrasserie Charlevoix                        | 2007      | Baie-Saint-Paul                   | Industriel     | BR067            | Brasserie                |
| La Korrigane                                     | 2010      | Québec                            | Artisanal      | AB046            |                          |
| Archibald                                        | 2011      | Québec                            | Industriel     | BR080            |                          |
| Microbrasserie des Beaux Prés                    | 2011      | Sainte-Anne-de-Beaupré            | Industriel     | BR076            |                          |
| La Souche                                        | 2012      | Québec                            | Artisanal      | AB061            |                          |
| Les 3 Brasseurs (Laurier)                        | 2012      | Québec                            | Artisanal      | AB055            |                          |
| La Voie Maltée (Pierre-Bertrand)                 | 2013      | Québec                            | Artisanal      | AB063            |                          |
| Les 3 Brasseurs (Galeries de la Capitale)        | 2013      | Québec                            | Artisanal      | AB065            |                          |
| La Brasserie Générale (Charlesbourg)             | 2013      | Québec                            | Industriel     | BR092            |                          |
| Les 3 Brasseurs (Grande Allée)                   | 2014      | Québec                            | Artisanal      | AB067            |                          |
| Roquemont                                        | 2014      | Saint-Raymond                     | Industriel     | BR134            |                          |
| Noctem (Du Parvis)                               | 2015      | Québec                            | Artisanal      | AB080            |                          |
| Griendel                                         | 2015      | Québec                            | Industriel     | BR171            |                          |
| L'Esprit de Clocher                              | 2015      | Neuville                          | Industriel     | BR106            |                          |
| Microbrasserie les Grand Bois                    | 2016      | Saint-Casimir                     | Industriel     | BR132            |                          |
| Brasseurs sur Demande                            | 2017      | Québec                            | Industriel     | BR140            |                          |
| La Souche                                        | 2017      | Stoneham-et-Tewkesbury            | Industriel     | BR152            |                          |
| Menaud, Distillerie et brasserie                 | 2018      | Clermont                          | Industriel     | BR164            |                          |
| La Voie Maltée (Laurier)                         | 2018      | Québec                            | Bar            | -                |                          |
| Brasserie Générale 18e rue (Limoilou)            | 2018      | Québec                            | Artisanal      | AB095            | Ancien permis du Louénok |
| Emporium Microbrasserie                          | 2018      | Québec                            | Industriel     | BR189            |                          |
| Noctem (Saint-Malo)                              | 2019      | Québec                            | Industriel     | BR184            |                          |
| SNO Microbrasserie                               | 2019      | Québec                            | Artisanal      | AB101            |                          |
| Country Club Microbrasserie                      | 2019      | Baie-Saint-Paul                   | Industriel     | BR202            |                          |
| Les Maltcommodes                                 | 2019      | Québec                            | Industriel     | BR205            |                          |
| Brasserie la Fosse                               | 2019      | Donnacona                         | Industriel     | BR206            |                          |
| Brasserie Alpha                                  | 2019      | Québec                            | Industriel     | BR215            |                          |
| La Shed                                          | 2019      | Donnacona                         | Industriel     | BR213            |                          |
| La Mycobrasserie                                 | 2020      | Québec                            | Industriel     | BR209            |                          |

### Centre-du-Québec
| Nom                           | Fondation | Ville         | Type de permis | Numéro de permis | Note                                       |
| ----------------------------- | --------- | ------------- | -------------- | ---------------- | ------------------------------------------ |
| Microbrasserie Multi-Brasse   | 2001      | Tingwick      | Industriel     | BR038            |                                            |
| Microbrasserie L'Hermite      | 2013      | Victoriaville | Industriel     | BR088            |                                            |
| Microbrasserie Kapadokya      | 2014      | Plessisville  | Artisanal      | AB070            |                                            |
| Microbrasserie BockAle        | 2015      | Drummondville | Industriel     | BR113            |                                            |
| Microbrasserie la Flûte à Bec | 2017      | Nicolet       | Bar            | -                |                                            |
| Ô Quai des Brasseurs          | 2017      | Bécancour     | Industriel     | BR154            |                                            |
| Microbrasserie Azimut         | 2017      | Drummondville | Industriel     | -                | Brasse chez la microbrasserie Le Bilboquet |
| La Grange Pardue              | 2019      | Ham-Nord      | Industriel     | BR203            |                                            |

### Chaudière-Appalaches
| Nom                                               | Fondation | Ville                               | Type de permis | Numéro de permis | Note                      |
| ------------------------------------------------- | --------- | ----------------------------------- | -------------- | ---------------- | ------------------------- |
| Le Corsaire                                       | 2008      | Lévis                               | Industriel     | BR062            |                           |
| La Société                                        | 2011      | Saint-Georges                       | Artisanal      | AB053            |                           |
| Frampton Brasse                                   | 2011      | Frampton                            | Industriel     | BR074            |                           |
| La Boîte à Malt                                   | 2013      | Lévis                               | Bar            | -                | Anciennement permis AB068 |
| Microbrasserie de Bellechasse / Pub de la Contrée | 2013      | Notre-Dame-Auxiliatrice-de-Buckland | Industriel     | BR090            |                           |
| Ras L'Bock                                        | 2015      | Saint-Jean-Port-Joli                | Industriel     | BR108            |                           |
| La Confrérie Microbrasserie                       | 2015      | Saint-Antoine-de-Tilly              | Artisanal      | AB077            |                           |
| Frampton Brasse / Resto-pub DIX93                 | 2017      | Sainte-Marie                        | Bar            | -                |                           |
| Microbrasserie Côte-du-Sud                        | 2017      | Montmagny                           | Industriel     | BR153            |                           |
| La Boîte à Malt                                   | 2018      | Saint-Flavien                       | Industriel     | BR178            |                           |
| La Contrebande                                    | 2019      | Saint-Anselme                       | Industriel     | BR193            |                           |
| La Porte d'à Côté                                 | 2019      | Thetford Mines                      | Bar            | -                |                           |
| L’Oxymore - Microbrasserie                        | 2020      | Saint-Gilles                        | Industriel     | BR208            |                           |
| Microbrasserie des Haldes                         | 2020      | Thetford Mines                      | Artisanal      | AB108            |                           |

### Côte-Nord
| Nom                         | Fondation | Ville       | Type de permis | Numéro de permis | Note |
| --------------------------- | --------- | ----------- | -------------- | ---------------- | ---- |
| Microbrasserie St-Pancrace  | 2013      | Baie-Comeau | Industriel     | BR098            |      |
| Microbrasserie de Tadoussac | 2017      | Tadoussac   | Industriel     | BR144            |      |
| La Mouche                   | 2018      | Natashquan  | Industriel     | BR197            |      |
| La Compagnie                | 2018      | Sept-Îles   | Artisanal      | AB098            |      |

### Estrie
| Nom                             | Fondation | Ville           | Type de permis | Numéro de permis | Note |
| ------------------------------- | --------- | --------------- | -------------- | ---------------- | ---- |
| Le Lion d'Or                    | 1986      | Sherbrooke      | Industriel     | BR009            |      |
| Microbrasserie La Memphrée      | 1999      | Magog           | Industriel     | BR103            |      |
| La Mare au Diable               | 2003      | Sherbrooke      | Artisanal      | AB024            |      |
| Le Siboire (Dépôt)              | 2007      | Sherbrooke      | Industriel     | BR071            |      |
| Microbrasserie le Boq           | 2008      | Sherbrooke      | Artisanal      | AB073            |      |
| Microbrasserie Coaticook        | 2013      | Coaticook       | Industriel     | BR086            |      |
| Le Siboire (Jacques-Cartier)    | 2014      | Sherbrooke      | Industriel     | BR101            |      |
| Microbrasserie Moulin 7         | 2014      | Val-des-Sources | Industriel     | BR105            |      |
| Le Refuge des Brasseurs         | 2014      | Sherbrooke      | Artisanal      | AB086            |      |
| Bishop's Arches Brewery         | 2015      | Sherbrooke      | Industriel     | BR110            |      |
| Microbrasserie la Gare'nison    | 2017      | Lac-Mégantic    | Artisanal      | AB096            |      |
| Brasserie 11 Comtés             | 2018      | Cookshire-Eaton | Industriel     | BR174            |      |
| Canton Brasse                   | 2019      | Orford          | Artisanal      | AB099            |      |
| La Confrérie Artisans Brasseurs | 2020      | Windsor         | Industriel     | BR212            |      |
| Hop Station                     | 2020      | Coaticook       | Industriel     | BR224            |      |
| L'Ancienne Forge                | 2021      | Sherbrooke      | Artisanal      | AB132            |      |

### Gaspésie–Îles-de-la-Madeleine
| Nom                         | Fondation | Ville                    | Type de permis | Numéro de permis | note |
| --------------------------- | --------- | ------------------------ | -------------- | ---------------- | ---- |
| À l'Abri de la Tempête      | 2004      | Les Îles-de-la-Madeleine | Industriel     | BR041            |      |
| Pit Caribou                 | 2007      | Percé                    | Industriel     | BR054            |      |
| Le Naufrageur               | 2008      | Carleton-sur-Mer         | Industriel     | BR063            |      |
| Pit Caribou                 | 2013      | Percé                    | Bar            | -                |      |
| Microbrasserie Le Malbord   | 2014      | Sainte-Anne-des-Monts    | Industriel     | BR116            |      |
| Brasserie Auval             | 2015      | Percé                    | Industriel     | BR111            |      |
| Microbrasserie Cap Gaspé    | 2017      | Gaspé                    | Industriel     | BR148            |      |
| Microbrasserie Au Frontibus | 2017      | Gaspé                    | Industriel     | BR150            |      |
| Brett & Sauvage             | 2019      | Sainte-Thérèse-de-Gaspé  | Industriel     | BR200            |      |

### Lanaudière
| Nom                                    | Fondation | Ville                     | Type de permis | Numéro de permis | Note |
| -------------------------------------- | --------- | ------------------------- | -------------- | ---------------- | --- |
| L'Alchimiste                           | 2001      | Joliette                  | Industriel     | BR037            | |
| Hopfenstark                            | 2006      | Lavaltrie                 | Industriel     | BR053            | |
| Albion                                 | 2011      | Joliette                  | Artisanal      | AB049            | |
| Brasserie artisanale Maltstrom         | 2016      | Notre-Dame-des-Prairies   | Industriel     | BR133            | |
| Brasserie Mille Îles                   | 2017      | Terrebonne                | Industriel     | BR142            | |
| Microbrasserie le Fermentor            | 2017      | L'Assomption              | Bar            | -                | |
| Microbrasserie de l'Ours Brun          | 2017      | Repentigny                | Industriel     | BR151            | |
| Trécarré Microbrasserie                | 2017      | Saint-Côme                | Industriel     | BR182            | |
| Microbrasserie Ruisseau Noir           | 2018      | Terrebonne                | Industriel     | BR160            | |
| Le Saint-Houblon                       | 2018      | Terrebonne                | Industriel     | BR159            | |
| Microbrasserie Brouemalt               | 2018      | Saint-Donat               | Artisanal      | AB092            | |
| Microbrasserie le Fermentor            | 2017      | L'Assomption              | Industriel     | BR176            | |
| Brasserie Les 2 Frères                 | 2018      | Terrebonne                | Industriel     | BR179            | La brasserie appartenait à Cidrerie Solar de 2014 jusqu'à sa faillite en 2018 et opérait sous le numéro de permis BR068; |
| L'Albatros, Brasserie artisanale       | 2018      | Mascouche                 | Artisanal      | AB110            | |
| Brasserie MacFerly                     | 2019      | L'Assomption              | Industriel     | -                | Brasse chez Broadway Microbrasserie (BR064)                                                                              |
| Brasserie l’Apothicaire                | 2020      | Saint-Jacques             | Industriel     | BR219            | |
| Brasserie artisanale Côte à Beausoleil | 2020      | Saint-Jean-de-Matha       | Industriel     | BR220            | |
| Macallen Ferme et Brasserie            | 2020      | Saint-Ambroise-de-Kildare | Industriel     | BR223            | |

### Laurentides
| Nom                               | Fondation | Ville                   | Type de permis | Numéro de permis | Note                                                             |
| --------------------------------- | --------- | ----------------------- | -------------- | ---------------- | ---------------------------------------------------------------- |
| Boréale/Les Brasseurs du Nord     | 1988      | Blainville              | Industriel     | BR012            |                                                                  |
| La Diable                         | 1995      | Mont-Tremblant          | Artisanal      | AB009            |                                                                  |
| St-Arnould                        | 1996      | Mont-Tremblant          | Industriel     | BR035 BR125      |                                                                  |
| Microbrasserie du Lièvre          | 1999      | Mont-Laurier            | Industriel     | BR034            |                                                                  |
| Dieu du Ciel!                     | 2006      | Saint-Jérôme            | Industriel     | BR059            |                                                                  |
| Simple Malt Brasseurs             | 2009      | Saint-Eustache          | Industriel     | BR069            | Utilisait le nom d'emprunt « Brasseurs illimités » jusqu'en 2017 |
| Le Saint-Graal                    | 2010      | Sainte-Thèrèse          | Artisanal      | AB056            |                                                                  |
| Le Baril Roulant                  | 2012      | Val-David               | Industriel     | BR107            |                                                                  |
| Noire & Blanche                   | 2012      | Saint-Eustache          | Industriel     | BR143            |                                                                  |
| Microbrasserie Kruhnen            | 2012      | Blainville              | Industriel     | BR078            |                                                                  |
| Brasserie les Vents d’Ange        | 2015      | Saint-Joseph-du-Lac     | Industriel     | BR094            |                                                                  |
| Brasserie Grande-Allée            | 2017      | Boisbriand              | Industriel     | BR137            |                                                                  |
| Microbrasserie la Veillée         | 2018      | Sainte-Agathe-des-Monts | Industriel     | BR170            |                                                                  |
| Camp de base, brasserie éducative | 2018      | Saint-Adolphe-d'Howard  | Industriel     | BR172            |                                                                  |
| Brasserie Luxe                    | 2018      | Saint-Eustache          | Industriel     | -                | Brasse chez Simple Malt Brasseurs (BR069)                        |
| Microbrasserie Shawbridge         | 2018      | Prévost                 | Industriel     | BR190            |                                                                  |
| Distillerie Wilsy                 | 2019      | Saint-Placide           | Industriel     | BR192            |                                                                  |
| Brasserie Sir John                | 2019      | Lachute                 | Industriel     | BR194            |                                                                  |
| Microbrasserie l'Entêté           | 2019      | Mirabel                 | Artisanal      | AB102            |                                                                  |
| La Maison du Brasseur             | 2020      | Mont-Tremblant          | Artisanal      | AB113            |                                                                  |
| Microbrasserie Route 8            | 2020      | Saint-Eustache          | Artisanal      | AB114            |                                                                  |
| Brasserie l'Histoire Sans Fin     | 2020      | Val-Morin               | Industriel     | BR228            |                                                                  |
| Les Bières Philosophales          | 2020      | Mirabel                 | Industriel     | BR232            |                                                                  |
| Uncle Broue                       | 2022      | Mirabel                 | Artisanal      | -                |                                                                  |

### Laval
| Nom                           | Fondation | Ville | Type de permis | Numéro de permis | Note |
| ----------------------------- | --------- | ----- | -------------- | ---------------- | ---- |
| Broue Alliance                | 2000      | Laval | Industriel     | BR031            |      |
| Les 3 Brasseurs               | 2010      | Laval | Artisanal      | AB045            |      |
| Les Insulaires Microbrasseurs | 2018      | Laval | Artisanal      | AB097            |      |

### Mauricie
| Nom                              | Fondation | Ville                            | Type de permis | Numéro de permis | Note |
| -------------------------------- | --------- | -------------------------------- | -------------- | ---------------- | ---- |
| Gambrinus                        | 1996      | Trois-Rivières                   | Artisanal      | AB011            |      |
| Les bières de la Nouvelle-France | 1998      | Saint-Alexis-des-Monts           | Industriel     | BR028            |      |
| Le Trou du Diable                | 2005      | Shawinigan, rue Willow           | Industriel     | BR055            |      |
| Broadway Microbrasserie          | 2006      | Shawinigan                       | Industriel     | BR064            |      |
| À la Fût                         | 2007      | Saint-Tite                       | Industriel     | BR058            |      |
| Le Trou du Diable                | 2012      | Shawinigan, avenue de la Station | Industriel     | BR084            |      |
| Le Temps d'une Pinte             | 2013      | Trois-Rivières                   | Industriel     | BR129            |      |
| Archibald                        | 2014      | Trois-Rivières                   | Bar            | -                |      |
| La Pécheresse                    | 2015      | La Tuque                         | Industriel     | BR109            |      |
| Microbrasserie l'Arsenal         | 2016      | Charette                         | Industriel     | BR135            |      |
| Microbrasserie le Presbytère     | 2016      | Saint-Stanislas                  | Artisanal      | AB087            |      |
| La Forge du Malt                 | 2017      | Trois-Rivières                   | Industriel     | BR147            |      |
| Brasserie Dépareillée            | 2017      | Yamachiche                       | Industriel     | BR156            |      |
| Le Mouton Noir                   | 2018      | La Tuque                         | Industriel     | BR165            |      |
| La Ferme du Tarieu               | 2018      | Sainte-Anne-de-la-Pérade         | Industriel     | BR207            |      |

### Montérégie
| Nom                                  | Fondation | Ville                      | Type de permis | Numéro de permis | Note |
| ------------------------------------ | --------- | -------------------------- | -------------- | ---------------- | --- |
| Unibroue (Sapporo)                   | 1991      | Chambly                    | Industriel     | BR008            | |
| Le Bilboquet                         | 1993      | Saint-Hyacinthe            | Industriel     | BR065            | |
| Ferme Brasserie Schoune              | 1996      | Saint-Polycarpe            | Industriel     | BR016            | |
| Brasserie Saint-Antoine-Abbé         | 2000      | Franklin                   | Industriel     | BR036            | |
| Les Trois Mousquetaires              | 2004      | Brossard                   | Industriel     | BR039            | |
| Le Grimoire                          | 2004      | Granby                     | Industriel     | BR042            | Pub |
| Le Brouemont                         | 2004      | Bromont                    | Artisanal      | AB017            | |
| Bedondaine & Bedons Ronds            | 2005      | Chambly                    | Artisanal      | AB028            | |
| Bob Magnale Artisans Brasseurs       | 2017      | Acton Vale                 | Industriel     | BR241            | |
| Brasserie Saint-Luke                 | 2005      | Saint-Hyacinthe            | Industriel     | BR104            | |
| Bière Fanelli                        | 2007      | Sorel-Tracy                | Industriel     | BR096            | Ancien permis du Loup Rouge |
| Les 3 Brasseurs                      | 2008      | Brossard                   | Artisanal      | AB041            | |
| Brasserie Dunham                     | 2010      | Dunham                     | Industriel     | BR050            | |
| Brasseurs du Monde                   | 2011      | Saint-Hyacinthe            | Industriel     | BR136            | |
| Microbrasserie Le Castor             | 2012      | Rigaud                     | Industriel     | BR079            | |
| Les Brasseurs de West Shefford       | 2012      | Bromont                    | Industriel     | BR027            | |
| Lagabière                            | 2013      | Saint-Jean-sur-Richelieu   | Industriel     | AB059            | Pub |
| Microbrasserie Maltéus               | 2013      | Salaberry-de-Valleyfield   | Industriel     | BR085            | |
| Farnham Ale & Lager                  | 2013      | Farnham                    | Industriel     | BR089            | |
| Brasseurs du Moulin                  | 2015      | Belœil                     | Artisanal      | AB079            | |
| Auberge Sutton Brouërie              | 2015      | Sutton                     | Industriel     | BR118            | |
| Microbrasserie À l'Abordage          | 2015      | Sutton                     | Artisanal      | AB076            | |
| La Croisée des Chemins               | 2015      | Chambly                    | Bar            | -                | |
| Brasserie Vrooden                    | 2016      | Granby                     | Industriel     | BR119            | |
| Le Grimoire                          | 2016      | Granby                     | Industriel     | BR120            | Usine |
| La Broue Shop, brasserie artisanale  | 2016      | Sainte-Julie               | Artisanal      | AB081            | |
| Microbrasserie Vox Populi            | 2016      | Boucherville               | Industriel     | -                | Brasse chez Brasserie et distillerie Oshlag (BR121)                                                                                                 |
| Brasserie du Bois Blanc              | 2016      | Coteau-du-Lac              | Industriel     | BR126            | |
| MonsRegius, bières artisanales       | 2016      | Saint-Bruno-de-Montarville | Industriel     | BR127            | |
| Collectif Brassicole Ensemble.       | 2016      | Boucherville               | Industriel     | BR130            | Brasse Boldwin, Vagabond, Des Cantons, Loop et Tangram.                                                                                             |
| Domaine Berthiaume                   | 2016      | Saint-Jean-sur-Richelieu   | Industriel     | BR128            | |
| Lagabière                            | 2016      | Saint-Jean-sur-Richelieu   | Industriel     | BR131            | Brasserie |
| Délires et Délices                   | 2016      | Chambly                    | Artisanal      | AB088            | |
| Le Barrage Brasseurs                 | 2017      | Longueuil                  | Artisanal      | AB119            | |
| Brasserie Élément                    | 2017      | Brossard                   | Artisanal      | AB103            | |
| Bièrerie Shelton                     | 2017      | Saint-Basile-le-Grand      | Industriel     | -                | Brasse chez Brasserie et distillerie Oshlag (BR121)                                                                                                 |
| Kahnawake Brewing Co.                | 2018      | Kahnawake                  | Industriel     | -                | Le permis de brassage n'est pas sujet à la loi provinciale. Il s'agit d'un permis municipal en raison de sa situation sur une réserve amérindienne. |
| Brasserie et distillerie Champ Libre | 2018      | Mercier                    | Industriel     | BR168            | |
| Microbrasserie Ross Stall            | 2018      | Saint-Bruno-de-Montarville | Industriel     | BR173            | La brasserie appartient au Vignoble Kobloth |
| Le Bilboquet                         | 2018      | Saint-Hyacinthe            | Industriel     | BR180            | Second permis |
| Robin, Bière Naturelle               | 2018      | Waterloo                   | Industriel     | BR177            | |
| Microbrasserie Trois-Lacs            | 2018      | Vaudreuil-Dorion           | Industriel     | BR185            | |
| David Picard Brasseur                | 2019      | Bromont                    | Industriel     | BR186            | |
| Microbrasserie Livingstone           | 2019      | Franklin                   | Industriel     | BR188            | |
| La Soif                              | 2019      | Longueuil                  | Industriel     | BR198            | |
| La Ferme                             | 2019      | Shefford                   | Industriel     | BR201            | |
| La Knowlton Co                       | 2019      | Lac-Brome                  | Industriel     | BR204            | |
| Café Beat et Betterave               | 2019      | Frelighsburg               | Artisanal      | AB106            | |
| Microbrasserie la Centrale           | 2019      | Beauharnois                | Artisanal      | AB107            | |
| Brasserie Barabās                    | 2020      | Sainte-Barbe               | Industriel     | BR216            | |
| Brasserie Overhop                    | 2020      | Saint-Jean-sur-Richelieu   | Industriel     | BR218            | |
| Brasserie Cardinal                   | 2020      | Hudson                     | Industriel     | BR222            | |

### Montréal
| Nom                                                   | Fondation | Ville         | Type de permis | Numéro de permis | Note                                                |
| ----------------------------------------------------- | --------- | ------------- | -------------- | ---------------- | --------------------------------------------------- |
| Le Cheval Blanc                                       | 1986      | Montréal      | Artisanal      | AB001            |                                                     |
| Brasserie McAuslan                                    | 1989      | Montréal      | Industriel     | BR014            |                                                     |
| L'amère à boire                                       | 1996      | Montréal      | Artisanal      | AB012            |                                                     |
| Brutopia                                              | 1997      | Montréal      | Artisanal      | AB013            |                                                     |
| Brasserie Dieu du Ciel!                               | 1998      | Montréal      | Artisanal      | AB016            |                                                     |
| Les Brasseurs RJ                                      | 1998      | Montréal      | Industriel     | BR011            |                                                     |
| Brasserie du Vieux-Montréal                           | 2001      | Montréal      | Industriel     | BR024            |                                                     |
| Réservoir                                             | 2002      | Montréal      | Artisanal      | AB023            |                                                     |
| Les 3 Brasseurs, 1658, rue Saint-Denis                | 2002      | Montréal      | Artisanal      | AB020            |                                                     |
| Les 3 Brasseurs, 1356, rue Sainte-Catherine Ouest     | 2006      | Montréal      | Artisanal      | AB034            |                                                     |
| Benelux (Sherbrooke)                                  | 2006      | Montréal      | Artisanal      | AB033            |                                                     |
| Le Saint-Bock Brasserie artisanale                    | 2006      | Montréal      | Artisanal      | AB038            |                                                     |
| H.E.L.M. Brasseur Gourmand                            | 2006      | Montréal      | Artisanal      | AB036            |                                                     |
| Brasseurs de Montréal                                 | 2008      | Montréal      | Industriel     | BR060            |                                                     |
| Broue Pub Brouhaha                                    | 2008      | Montréal      | Bar            | -                |                                                     |
| Brasseurs sans gluten (Glutenberg)                    | 2010      | Montréal      | Industriel     | BR075            |                                                     |
| La Succursale                                         | 2011      | Montréal      | Artisanal      | AB051            |                                                     |
| Les 3 Brasseurs, 7225, boulevard des Galeries-d'Anjou | 2011      | Montréal      | Artisanal      | AB052            |                                                     |
| Les 3 Brasseurs                                       | 2012      | Montréal      | Industriel     | BR083            |                                                     |
| Bistro brasserie Les Sœurs Grises                     | 2012      | Montréal      | Artisanal      | AB058            |                                                     |
| L'Espace Public                                       | 2012      | Montréal      | Artisanal      | AB060            |                                                     |
| Bières Jukebox                                        | 2012      | Montréal      | Industriel     | -                | Brasse chez Avant-Garde Artisans brasseurs (BR191)  |
| Benelux Verdun                                        | 2013      | Montréal      | Artisanal      | AB062            |                                                     |
| Les 3 Brasseurs, 46A, boulevard Brunswick             | 2013      | Montréal      | Artisanal      | AB066            |                                                     |
| Station ho.st                                         | 2013      | Montréal      | Bar            | -                |                                                     |
| Brasserie Harricana                                   | 2014      | Montréal      | Industriel     | BR138            |                                                     |
| Isle de Garde                                         | 2014      | Montréal      | Artisanal      | AB084            |                                                     |
| Archibald                                             | 2014      | Dorval        | Bar            | -                |                                                     |
| EtOH Brasserie                                        | 2014      | Montréal      | Artisanal      | AB083            |                                                     |
| Mabrasserie, coop de solidarité brassicole            | 2015      | Montréal      | Industriel     | BR114            |                                                     |
| Les 3 Brasseurs, 105, rue Saint-Paul Est              | 2015      | Montréal      | Artisanal      | AB031            |                                                     |
| Les 3 Brasseurs, 732, rue Sainte-Catherine Ouest      | 2015      | Montréal      | Artisanal      | AB030            |                                                     |
| Brasserie Boswell                                     | 2015      | Montréal      | Artisanal      | AB089            |                                                     |
| Birra                                                 | 2015      | Montréal      | Bar            | -                |                                                     |
| Pub BreWskey                                          | 2015      | Montréal      | Artisanal      | AB104            |                                                     |
| Pit Caribou                                           | 2016      | Montréal      | Bar            | -                |                                                     |
| Le Saint-Houblon (Quartier latin)                     | 2016      | Montréal      | Bar            | -                |                                                     |
| Brasserie et distillerie Oshlag                       | 2016      | Montréal      | Industriel     | BR121            |                                                     |
| Avant-Garde Artisans brasseurs                        | 2016      | Montréal      | Industriel     | BR191            |                                                     |
| Microbrasserie Labrosse                               | 2017      | Pointe-Claire | Industriel     | BR141            |                                                     |
| Brasserie du Canal                                    | 2017      | Montréal      | Industriel     | BR093            | Usine des brasseries Benelux                        |
| Matera Brasseurs Tonneliers                           | 2017      | Montréal      | Industriel     | -                | Brasse chez Brasserie et distillerie Oshlag (BR121) |
| Le Siboire                                            | 2017      | Montréal      | Bar            | -                |                                                     |
| Microbrasserie 4 Origines                             | 2018      | Montréal      | Industriel     | BR167            |                                                     |
| Les Sans-Taverne                                      | 2018      | Montréal      | Artisanal      | AB093            |                                                     |
| Le Dispensaire de bière                               | 2018      | Montréal      | Industriel     | BR169            |                                                     |
| Brasserie Louks                                       | 2018      | Dorval        | Industriel     | BR166            |                                                     |
| Beauregard Brasserie Distillerie                      | 2018      | Montréal      | Industriel     | BR155            |                                                     |
| Microbrasserie Pixel                                  | 2019      | Montréal      | Industriel     | -                | Brasse chez Brasserie et distillerie Oshlag (BR121) |
| Messorem Bracitorium                                  | 2019      | Montréal      | Industriel     | BR199            |                                                     |
| Echo Session Ales                                     | 2019      | Montréal      | Industriel     | -                | Brasse chez Broadway Microbrasserie (BR064)         |
| Kombucha Rise                                         | 2020      | Montréal      | Industriel     | BR211            |                                                     |
| Brasserie Silo                                        | 2020      | Montréal      | Industriel     | BR214            |                                                     |
| L'Espace Public                                       | 2020      | Montréal      | Industriel     | BR221            |                                                     |
| Microbrasserie Mutoïde                                | 2020      | Montréal      | Artisanal      | AB111            |                                                     |

### Nord-du-Québec
| Nom           | Fondation | Ville       | Type de permis | Numéro de permis | Note |
| ------------- | --------- | ----------- | -------------- | ---------------- | ---- |
| Maître Renard | 2021      | Chibougamau |                |                  |      |

### Outaouais
| Nom                               | Fondation | Ville                 | Type de permis | Numéro de permis | Note |
| --------------------------------- | --------- | --------------------- | -------------- | ---------------- | ---- |
| Gainsbourg                        | 2013      | Gatineau              | Industriel     | BR091            |      |
| Brasseurs de Montebello           | 2014      | Montebello            | Industriel     | BR123            |      |
| L'Ancienne Banque                 | 2017      | L'Isle-aux-Allumettes | Artisanal      | AB085            |      |
| Brasserie du Bas-Canada           | 2017      | Gatineau              | Industriel     | BR157            |      |
| Brauwerk Hoffman                  | 2018      | Campbell's Bay        | Industriel     | BR181            |      |
| Gallicus                          | 2018      | Gatineau (Aylmer)     | Industriel     | BR187            |      |
| À la Dérive, brasserie artisanale | 2018      | Gatineau              | Industriel     | BR270            |      |
| Microbrasserie 5e Baron           | 2020      | Gatineau (Aylmer)     | Industriel     | BR217            |      |

### Saguenay–Lac-Saint-Jean
| Nom                                  | Fondation    | Ville                 | Type de permis | Numéro de permis | Note                                                        |
| ------------------------------------ | ------------ | --------------------- | -------------- | ---------------- | ----------------------------------------------------------- |
| La Voie Maltée                       | 2002         | Saguenay (Jonquière)  | Artisanal      | AB074            |                                                             |
| La Tour à Bières                     | 2004         | Saguenay (Chicoutimi) | Industriel     | BR045            |                                                             |
| Microbrasserie du Lac-Saint-Jean     | 2007         | Saint-Gédéon          | Industriel     | BR056            |                                                             |
| La Voie Maltée                       | 2008         | Saguenay (Chicoutimi) | Artisanal      | AB042            |                                                             |
| La Chouape                           | 2008         | Saint-Félicien        | Industriel     | BR061            |                                                             |
| Le Coureur des Bois                  | 2011         | Dolbeau-Mistassini    | Industriel     | BR158            |                                                             |
| HopEra                               | 2014         | Saguenay (Jonquière)  | Industriel     | BR100            |                                                             |
| La Voie Maltée - L’Usine Labrasserie | 2015         | Saguenay (Chicoutimi) | Industriel     | BR044            | Micro-brasserie du Saguenay                                 |
| Le Lion Bleu                         | 2015         | Alma                  | Industriel     | BR124            |                                                             |
| La Chasse Pinte                      | 2015         | L'Anse-Saint-Jean     | Industriel     | BR115            |                                                             |
| Microbrasserie Riverbend             | 2015         | Alma                  | Industriel     | BR117            |                                                             |
| Microbrasserie Beemer                | 2017         | Roberval              | Industriel     | BR139            |                                                             |
| Pie Braque Microbrasserie            | 2017         | Saguenay (Jonquière)  | Industriel     | BR149            |                                                             |
| BR77 Microbrasserie                  | 2017         | Saguenay (Jonquière)  | Industriel     | BR077            | Utilise le permis de l'ancienne brasserie la Gueule de Bois |
| Microbrasserie Saint-Honoré          | 2018         | Saint-Honoré          | Industriel     | BR163            | Située dans le Pub le Laser                                 |
| Le Saint-Fût                         | 2018         | Saint-Fulgence        | Industriel     | BR183            |                                                             |
| Brasserie Port-Alfred                | 2020         | Saguenay (La Baie)    | Industriel     | BR227            |                                                             |
| Bercée Microbrasserie                | À venir 2021 | Hébertville           | Industriel     | ?                |                                                             |